# Вододром

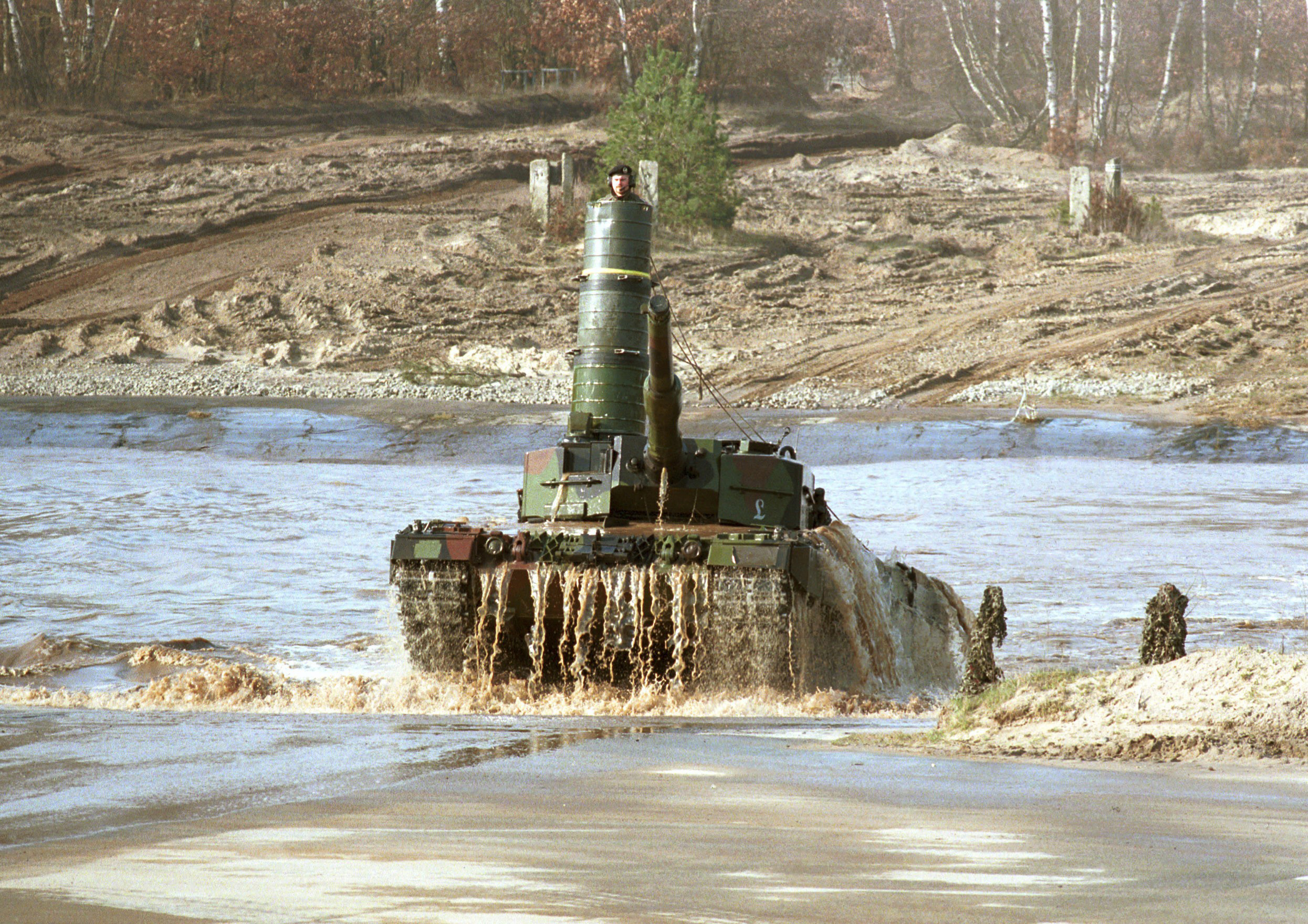
Танк «Леопард-2» преодолевает водную преграду (2010 год)

Вододром (от рус. вода и греч. dromos — место для бега, ристалище) — специально назначенный участок местности, который оборудован для обучения экипажей боевой техники (танков, БМП, БТР и т. п.) преодолению водных преград и отработке спасательных действий по эвакуации машин и личного состава из воды.
Как правило, в состав вододромов включаются:
- участки переправ для подводного вождения танков,
- участки водных преград для преодоления на плаву, по нормальному и глубокому броду,
- паромная переправа с пристанями на обоих берегах,
- бассейн с гидротренажёром,
- и др.

При этом прибрежная инфраструктура (точки въезда-выезда техники и т. п.) усиливается железобетонными плитами для увеличения сроков её эксплуатации; обеспечивается надлежащая крутизна въездных и выездных склонов, соответствующая техническим возможностям машин по её преодолению; границы переправ и направлений движения маркируются сигнальными флагами или специальной светотехникой; на исходном рубеже разворачиваются пункты управления и спасительно-эвакуационные подразделения. Возможно также наличие специальных учебных помещений для освоения личным составом теоретического материала: правил преодоления водных преград, мер безопасности, средств защиты, оборудования подводного вождения бронетехники и т. п.